# Centro Loyola (Buenos Aires)
Pour les articles homonymes, voir Loyola.
Le Centro Loyola, également connu sous le nom Colegio Máximo San José (Collège majeur Saint-Joseph), est un centre spirituel et universitaire jésuite situé à San Miguel dans le Grand Buenos Aires, en Argentine.
Ayant une double orientation éducative et religieuse, ce collège appartenant à la Compagnie de Jésus comprend un centre de formation à la gestion d'entreprises et des antennes de l'université catholique de Córdoba (en) (Universidad Católica de Córdoba) et de l'université catholique argentine (Universidad Católica Argentina, UCA). Elle abrite aussi les facultés de philosophie et de théologie de San Miguel (en)  et le siège de l'université del Salvador.

## Histoire
Les bâtiments du collège datent de 1932, année où le Saint-Siège ordonne la construction de ce qui était alors et resterait de longues années le seul grand collège d’études d’Amérique du Sud, sur une surface qui couvre actuellement 36 hectares. L’édifice qui avait deux ailes à son inauguration, en compte aujourd'hui quatre. Le projet prend forme dès 1926, mais ce n’est pas avant 1929 que l’approbation du Saint-Siège est reçue.
Jusqu'en 1967 et 1968  les facultés universitaires où s'enseignait la philosophie, les lettres et la théologie étaient strictement pontificales et leurs diplômes n'avaient qu'une valeur ecclésiastique. Depuis lors le centre est affilié à l’université del Salvador et les diplômes qu’il délivre ont également une valeur civile.
En 2001 le centre accède à une importance majeure dans le domaine des sciences sociales et en raison de la situation de crise traversée par le pays et la ville, d’autres universités viennent y installer leurs sièges et y organisent des cours en plus grand nombre, ainsi que des ateliers et des stages courts.